# Xã Drakesville, Quận Davis, Iowa
Xã Drakesville (tiếng Anh: Drakesville Township) là một xã thuộc quận Davis, tiểu bang Iowa, Hoa Kỳ. Năm 2010, dân số của xã này là 481 người.